# Flaggen und Wappen der Regionen Chiles

Regionen Chiles

Diese Liste zeigt die Flaggen und Wappen der Regionen Chiles.
Die Republik Chile ist in 16 Verwaltungsregionen aufgeteilt. Diese waren von 1978 bis 2018 mit römischen Zahlen durchnummeriert. Die Regionen spielen jedoch nur eine geringe politische Rolle, da Chile als ausgeprägter Zentralstaat gilt.

## Liste
| Lage | Wappen | Flagge | Anmerkungen |
| ---- | ------ | ------ | --- |
|      |        |        | Región de Tarapacá (ex I. Region) Spanisches Motto: „Presente futuro de Chile“ (Gegenwart und Zukunft Chiles)                                |
|      |        |        | Región de Antofagasta (ex II. Region) |
|      |        |        | Región de Atacama (ex III. Region) |
|      |        |        | Región de Coquimbo (ex IV. Region) |
|      |        |        | Región de Valparaíso (ex V. Region) |
|      |        |        | Región del Libertador General Bernardo O’Higgins (ex VI. Region)                                                                             |
|      |        |        | Región del Maule (ex VII. Region) |
|      |        |        | Región del Biobío (ex VIII. Region) |
|      |        |        | Región de La Araucanía (ex IX. Region) |
|      |        |        | Región de Los Lagos (ex X. Region) |
|      |        |        | Región de Aysén del General Carlos Ibáñez del Campo (ex XI. Region)                                                                          |
|      |        |        | Región de Magallanes y de la Antártica Chilena (ex XII. Region) Lateinisches Motto: „Prima in terra Chilensis“ (Erste auf chilenischer Erde) |
|      |        |        | Región Metropolitana de Santiago (kurz Región Metropolitana, oder RM; Hauptstadtregion)                                                      |
|      |        |        | Región de Los Ríos (ex XIV. Region) |
|      |        |        | Región de Arica y Parinacota (ex XV. Region)                                                                                                 |
|      |        |        | Región de Ñuble (ex XVI. Region) |

- Das Seitenverhältnis aller Flaggen ist 2:3